# Tratado de San Stefano

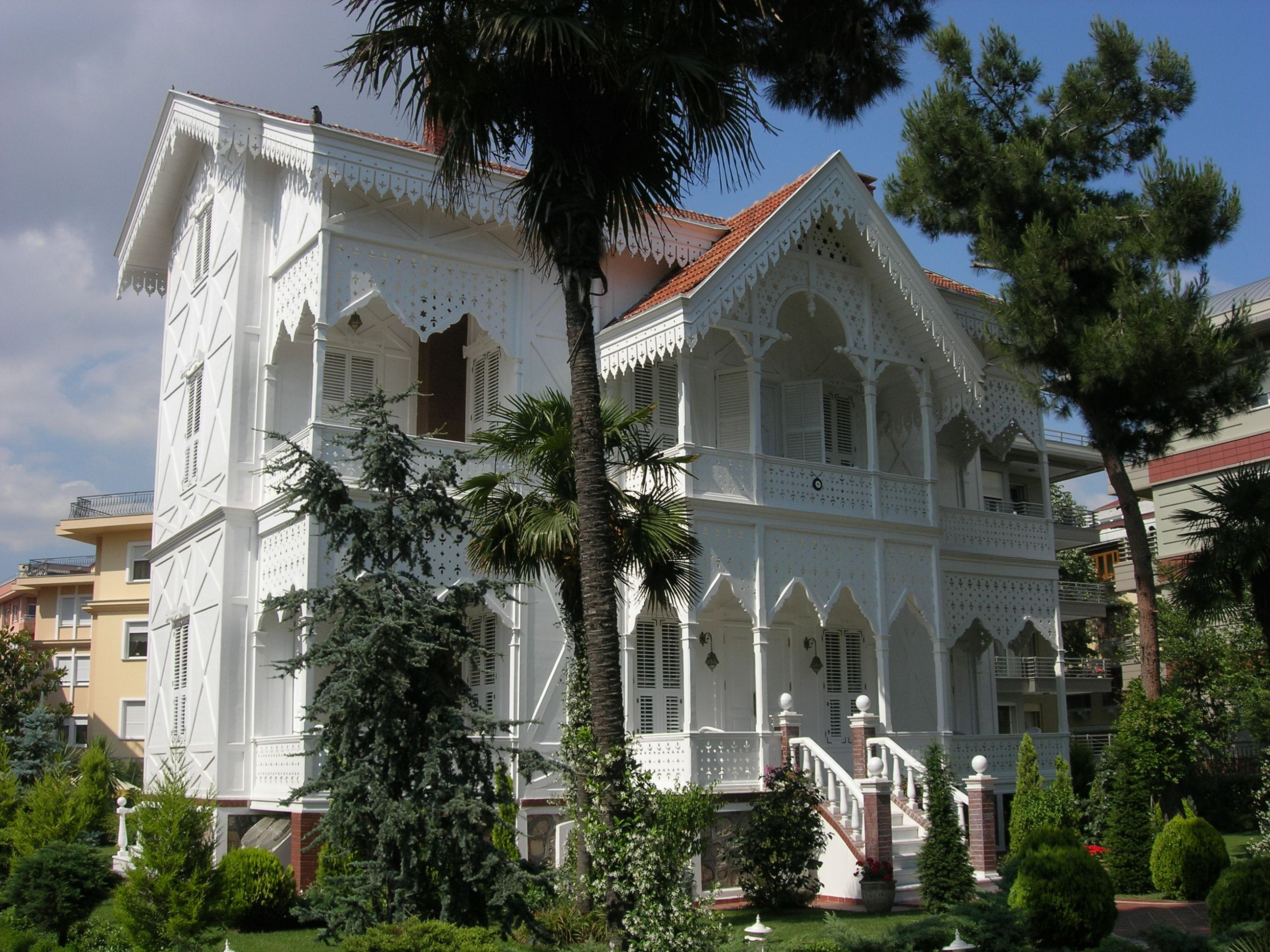
El edificio de Yeşilköy en el que se firmó el tratado de San Stefano.

El Tratado de San Stefano (3 de marzo de 1878) es el acuerdo que impuso el Imperio ruso al Imperio otomano tras su victoria en la guerra ruso-turca de 1877-1878. Lo firmaron en San Stefano (griego: Ayastefanos, actualmente Yeşilköy), población situada al oeste de Estambul, el conde Nikolái Ignátiev y Aleksandr Nelídov por parte del Imperio ruso, y el ministro de Asuntos Exteriores Safvet Pachá y el embajador en Alemania Sadullah Bey por parte del Imperio otomano.
El 3 de marzo, día en que se firmó el Tratado de San Stefano, es el día nacional de Bulgaria.

## Antecedentes
En 1859 Serbia se rebelaba contra los turcos, rebelión seguida poco después por Montenegro (que llegó a declararse independiente) y Bosnia y Herzegovina (que se habían unido a Serbia). En 1876 la insurrección se propagó también a Bulgaria. La severa represión llevada a cabo por los turcos, publicitada por corresponsales y diplomáticos occidentales, enfureció a la opinión pública europea y provocó que el zar Alejandro II de Rusia, aliado con Rumania, declarara la guerra a los turcos en 1877. El ejército turco fue finalmente derrotado por el del Imperio ruso, por lo que el primero se vio obligado a firmar la rendición en este Tratado de San Stefano, dictado por el Gobierno ruso.

## Consecuencias

Gran Bulgaria de acuerdo con el Tratado de San Stefano.

El tratado reorganizaba las antiguas posesiones balcánicas del Imperio otomano, entre otras disposiciones. La disposición más importante de este tratado fue el reconocimiento de una nueva Bulgaria sometida solo formalmente al sultán y que al incorporarse la mayor parte de Macedonia le permitió extenderse desde el mar Egeo al mar Negro. Según el tratado, dictado por Rusia al derrotado Imperio otomano en marzo de 1878, la nueva Bulgaria recibiría aproximadamente un tercio de todo el territorio peninsular, con unas fronteras aproximadamente iguales a las del exarcado búlgaro establecido a regañadientes por Constantinopla en 1870. Las aspiraciones de los nacionalistas búlgaros, satisfechas por las fronteras trazadas en el tratado, se habían conseguido, sin embargo, únicamente por la participación de una gran potencia. También se reconoció la independencia de Serbia, de Montenegro y de Rumania. Rumania cedía Besarabia a Rusia y obtenía a cambio Dobruya. Bosnia-Herzegovina pasaba a ser autónoma. Rusia, por su parte, conseguía territorios del Imperio otomano (en Asia Batum, Kars, Ardahan y Artvin)  y el sultán garantizaba la seguridad de sus súbditos cristianos.
El Reino Unido y el Imperio austrohúngaro se opusieron a este tratado que daba alas al nacionalismo eslavo al temer que Bulgaria se convirtiera en un satélite de Rusia y una amenaza para el Imperio otomano. Serbia y Grecia también se mostraron contrarias. El tratado se modificó cuatro meses más tarde, el 13 de julio de 1878, tras el Congreso de Berlín, en el Tratado de Berlín. La nueva Bulgaria perdió la independencia de hecho y se convirtió en un principado vasallo de los otomanos, de un tamaño mucho más reducido que el estipulado en el tratado anterior; la parte noreste de Tracia pasaba a constituir una provincia semiautónoma otomana, la Rumelia Oriental, mientras que Macedonia volvía a control otomano y algunos territorios occidentales eran transferidos finalmente al principado de Serbia. El revés para las aspiraciones territoriales búlgaras produjo un movimiento irredentista que marcó la historia del país durante el resto del siglo XIX y la primera mitad del siglo XX. El objetivo de los sucesivos Gobiernos búlgaros hasta el final de la Primera Guerra Mundial fue deshacer las consecuencias del Congreso de Berlín y recuperar las efímeras fronteras de San Stefano.
Por el mismo tratado, Batumi (actual Georgia) fue anexada por el Imperio ruso, suscrito entre Rusia y el Imperio otomano (ratificado el 23 de marzo de 1878).  La ciudad otomana de Ardahan también pasó al Imperio Ruso. En cambio, de acuerdo con un secreto Convenio anglo-otomano de Chipre, los británicos iban a ser autorizados a ocupar Chipre.